# Pieve San Giacomo
Pieve San Giacomo är en ort och kommun i provinsen Cremona i regionen Lombardiet i Italien. Kommunen hade 1 596 invånare (2018).